# Yüceli, Kızıltepe
Yüceli là một thị trấn thuộc huyện Kızıltepe, tỉnh Mardin, Thổ Nhĩ Kỳ. Dân số thời điểm năm 2010 là 1.523 người.